# Porotrichum saotomense
Porotrichum saotomense là một loài rêu trong họ Neckeraceae. Loài này được Enroth & Shevock mô tả khoa học đầu tiên năm 2011.